# Ghurra Saghira
Ghurra Saghira (arab. غرة صغيرة) – wieś w Syrii, w muhafazie Aleppo, w dystrykcie Manbidż. W 2004 roku liczyła 800 mieszkańców.